# Schwimmdach

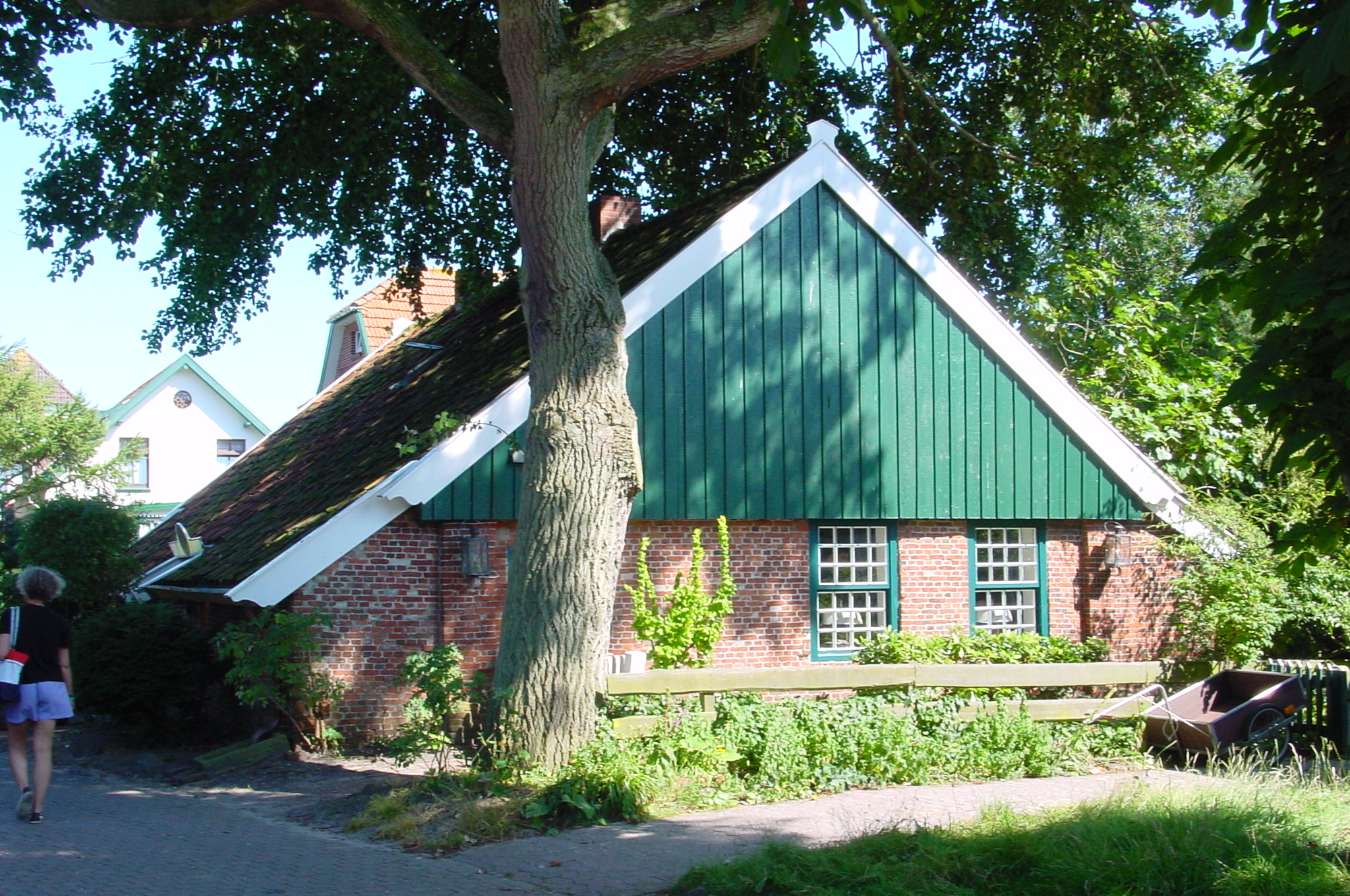
Das Drifthaus Altes Inselhaus auf Spiekeroog

Mit einem Schwimmdach versehene Drifthäuser (Drifthuusen) wurden bis ins 18. Jahrhundert im Bereich der Nordseeküste gebaut.

## Funktion und Bauweise
Die Decke des Hauses im Süderloog ist nicht mit dem Mauerwerk verbunden, sondern nur mit dem Dach. So war das Schwimmdach eine mögliche letzte Rettungsmaßnahme bei Sturmfluten. Im Ernstfall konnten sich hierher die Bewohner retten. Im Katastrophenfall löste sich das begrenzt „seetüchtige“ Dach vom restlichen Haus, mit dem es nur durch unvernagelte Zapfen verbunden war. Der Nordwind, der die Sturmflut verursacht, sollte das Dach wie ein Schiff gegen die Küste treiben, wo sich die Bewohner retten konnten.

## Kritik
Der niedersächsische Volkskundler Volker Gläntzer hält die angebliche Rettungsfunktion derartiger Dächer für einen Mythos der ostfriesischen Heimatforschung, der „erst seit Mitte des 20. Jahrhunderts und bis auf den heutigen Tag in einigen heimatkundlichen Veröffentlichungen, Reiseführern und anderen Publikationen thematisiert, und zwar in immer neuen, auch unterschiedlichen und nicht hinterfragten Variationen“ auftaucht. Ein solches schwimmfähiges Dach sei im Baubefund jedoch nicht nachweisbar und technisch kaum denkbar, so der niedersächsische Volkskundler. Hinzu komme, dass die Wasserstände selbst bei schwersten Sturmfluten wohl nie bis zum Dach gereicht hätten.

## Beispiele
Einige solche Häuser sind auf Spiekeroog erhalten Dieses sind die Alte Inselkirche von 1696, das „Alte Inselhaus“ (heute Café und Restaurant; Baujahr ca. 1703, Süderloog 4), das „Huus Puppenstuv“ (Norderloog 14), das noch heute diese Schwimmdachkonstruktion besitzt, deutlich zu erkennen an den wuchtigen alten Balken in der Stube und im Schlafzimmer einer Ferienwohnung, außerdem das „Drifthuus“ (Süderloog 13) und das Doppelhaus Noorderloog 15/17.

Spiekerooger Kirche mit einem Driftdach
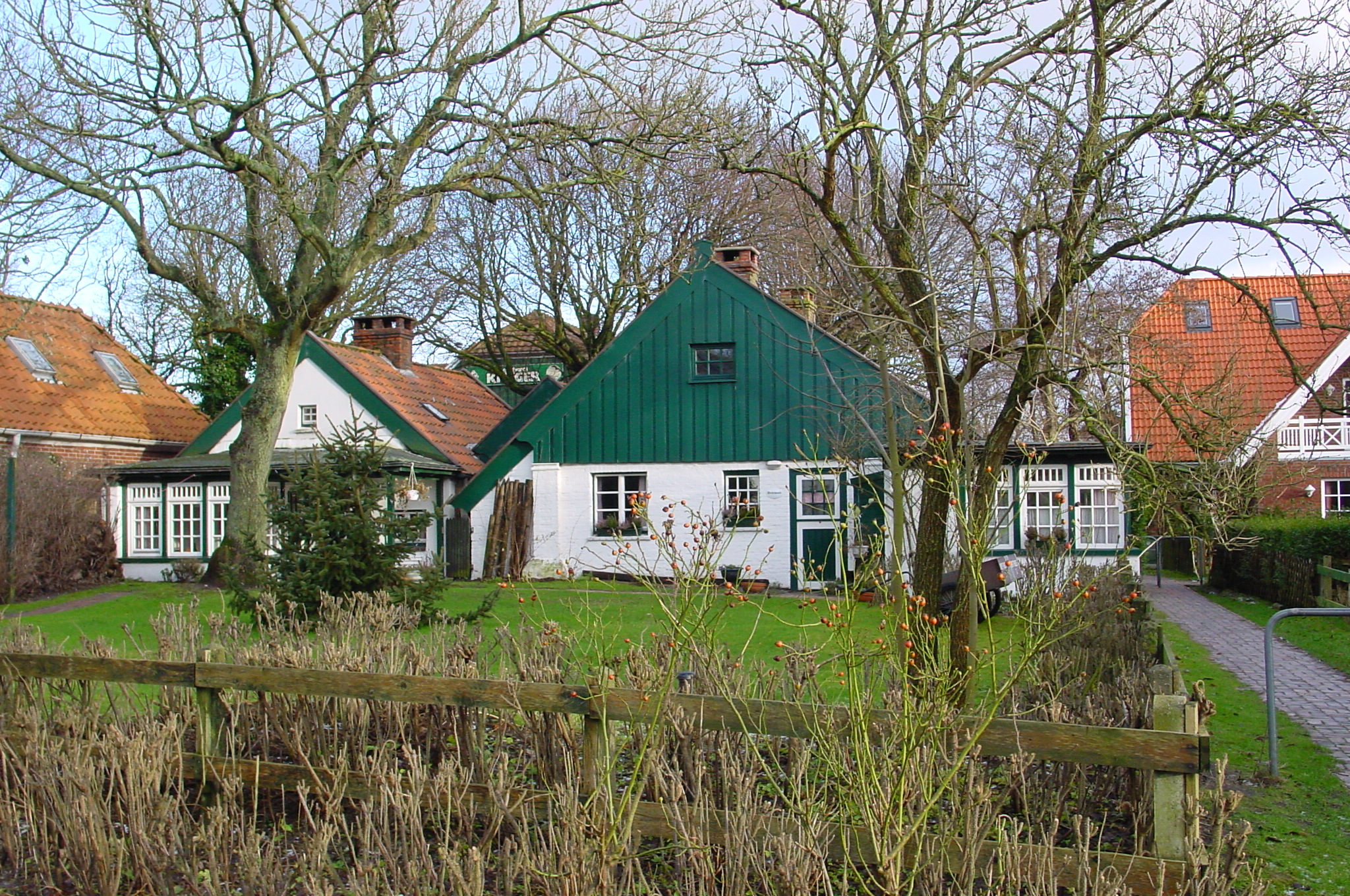
Weitere Drifthäuser auf Spiekeroog
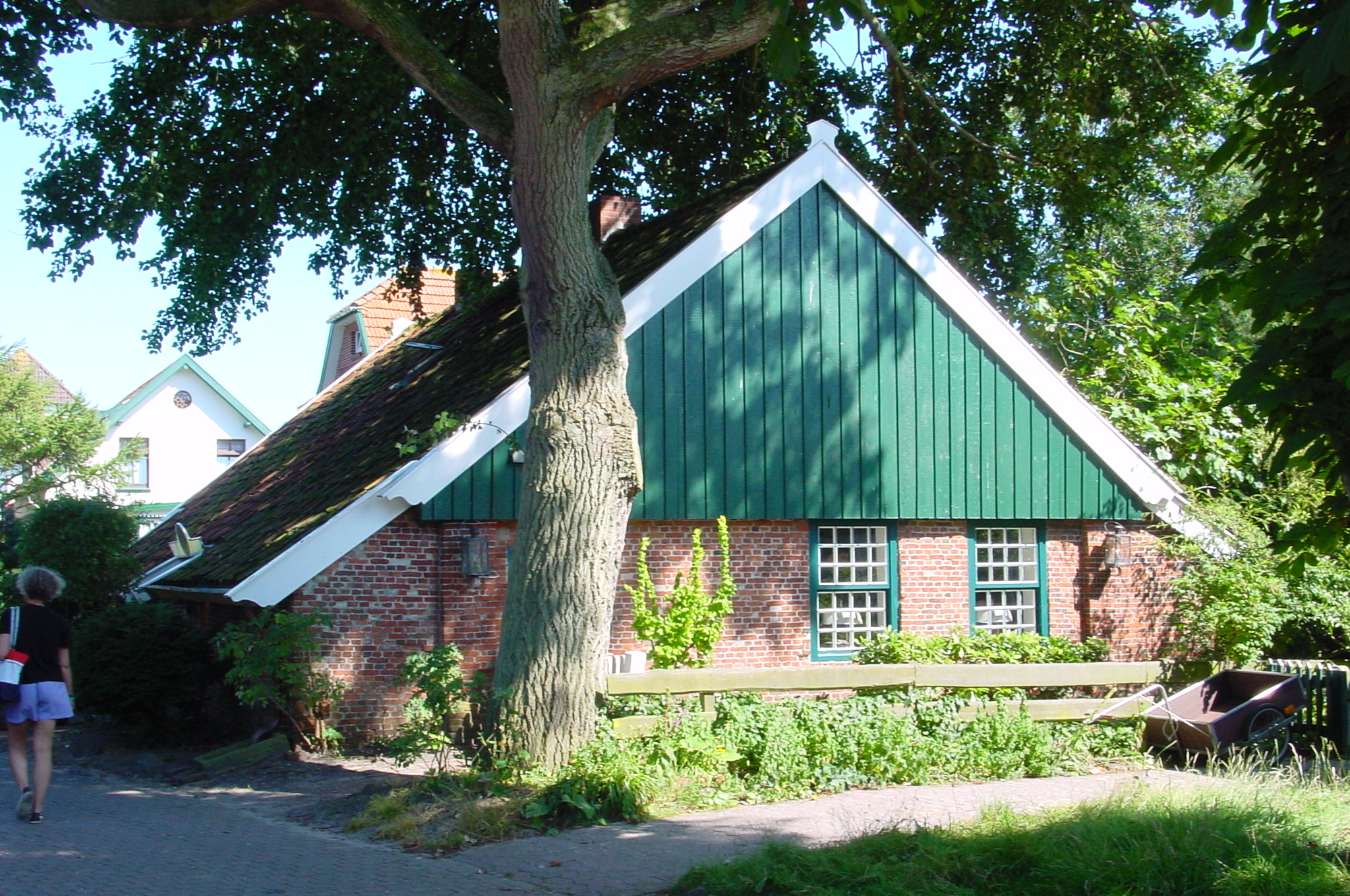
Das Drifthaus Altes Inselhaus auf Spiekeroog